# Freytag’sches Corps

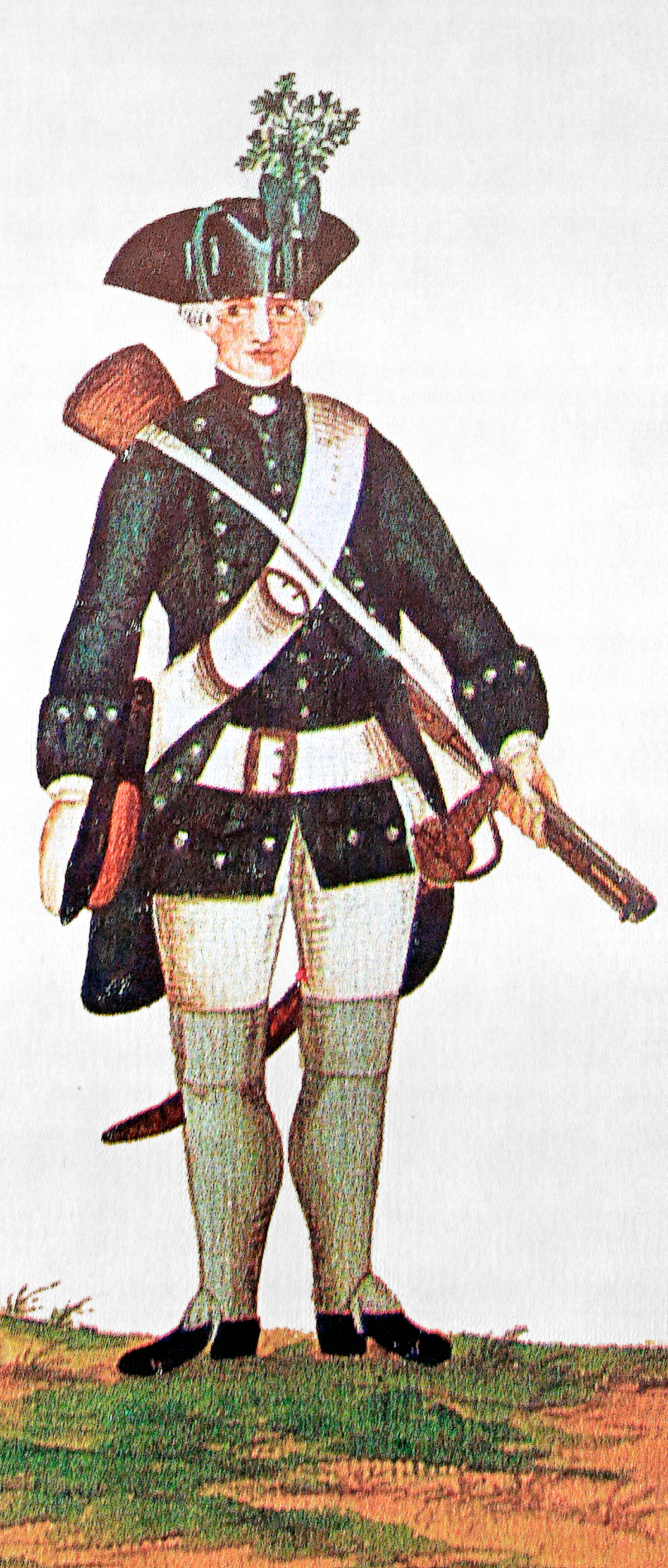
Fußjäger des Corps (1760)

Das Freytag'sche Corps war ein 1757 gegründetes militärisches kurhannoversches Frei-Corps im Siebenjährigen Krieg.

## Geschichte

### Formationsgeschichte
Nach dem Ersten Schlesischen Krieg hatte Friedrich II. besonders wendige Truppen in Form von Husaren und Jägern geschaffen. Diesem Beispiel folgend stellte Hannover während des Siebenjährigen Krieges für die Führung des sogenannten Kleinen Krieges als leichte Truppe mehrere Husaren- und Jägercorps auf. Mit der Gründung eines dieser Corps wurde der Oberjägermeister Christian Günther Graf von der Schulenburg (1684–1765) in Hannover betraut. Er formierte 1757 ein Jäger-Corps zu Pferde und zu Fuß, zunächst zwei Kompanien zu Fuß unter den Kapitäns Dykhoff und Baring sowie zwei kleine Kompanien zu Pferde unter den Rittmeistern Friedrichs und von Ompteda. Anfangs war das Corps nur 400 Berittene und 1.250 Fußjäger stark.
Da Schulenburg als offizieller Chef des Korps dauerhaft abwesend war, stieg der vormalige Major und Stabsoffizier der beiden Fuß-Kompanien, Wilhelm von Freytag, zu dessen Vertreter auf und wurde 1759, inzwischen zum Oberst avanciert, auch offiziell zum Kommandeur des gesamten Korps.
Die Truppe wurde unter dem Oberbefehl von Herzog Ferdinand von Braunschweig auf den Kriegsschauplätzen in Westfalen, Hessen und Hannover eingesetzt. Die Erfolge der Einheit führten zu deren Verstärkung, und sie wurde nach Einverleibung des Stockhausen-Corps schließlich auf sechs Kompanien jeder Waffengattung mit insgesamt 2.497 Mann ausgebaut.
1763 bestand das Freicorps noch aus 3 berittenen Kompanien und 4 Kompanien zu Fuß. Nach dem Ende des Krieges wurde die gesamte Truppenstärke der Armee deutlich reduziert, und die irregulären Korps wurden aufgelöst. Die berittenen Einheiten wurden mit anderen leichten Truppenteilen 1763 zu den zwei leichten Dragonerregimentern, 1. leichtes Dragonerregiment Königin und 2. leichtes Dragonerregiment Prinz Wallis umgeformt, deren Kommando Freytag erhielt.

### Teilnahme an Kampfhandlungen (Auszug)
Im gesamten Krieg war die Einheit intensiv am Kleinkrieg beteiligt. Am 26. Juli 1757 nahm das Freytag’sche Corps an der Schlacht bei Hastenbeck teil. Die Fußjäger waren auf der Obensburg positioniert, während die berittenen Jäger mit der Aufklärung vor dem rechten Flügel betraut waren.
Die Bedeutung des Parteigängerkriegs zeigte sich im Feldzug des Herzogs Ferdinand von Braunschweig, der ab Ende November 1757 den Oberbefehl der verbündeten Armee von Cumberland übernommen hatte und die nach der Schlacht bei Roßbach geschwächte Armee der Franzosen aus der Gegend um Bremen bis über den Rhein vertrieb, ohne eine größere Schlacht zu schlagen. Im Zuge dieses Feldzugs überrumpelte Major Freytag mit 50 Jägern zu Pferd und einer Kompanie zu Fuß am 1. Dezember 1757 einen französischen Transport auf der Ilmenau nahe Handorf und nahm mit seinen leichten Truppen am 3. Dezember Lüneburg in Besitz, wobei er erhebliche Mengen an zurückgelassenen Vorräten sicherstellte.
Am 26. Mai 1758 waren 160 Männer der Einheit dem Wangenheim’schen Korps unterstellt, das in Dorsten lagerte. Am 31. Mai begleitete dieses Korps den Herzog Ferdinand bei seiner Offensive auf das Westufer des Rheins. In der Schlacht von Krefeld am 23. Juni kam es auf dem linken Flügel unter dem Kommando des Generalleutnants von Spörcken zum Einsatz. Am 10. Juli kämpften Freytags Jäger im Verbund mit Lucknerschen Husaren in einem Vorpostengefecht bei Sichertshausen, am 16. Juli als Teil des Corps Isenburg in einem Arrieregardengefecht bei Schönbach und Cölbe, und weiterhin in Scharmützeln beim Rückzug nach Kassel bis zum 20. Juli, jeweils gegen das französische Freikorps Fischer. Am 9. August überfielen Freytags Jäger bei Salzderhelden 300 feindliche Reiter. Mit 150 Jägern und 2 Geschützen eroberte Freytag am 21. September das Schloss Trendelburg und nahm am 26. September an der Beschießung von Münden teil. Im Gefecht bei Lutterberg am 10. Oktober stand das Jägerkorps unter dem Oberbefehl des Generalleutnants Oberg.
Nach diversen Scharmützeln im Frühjahr 1759 kämpfte ein Teil des Freikorps am 13. April 1759 in der Schlacht bei Bergen, wobei es der Avantgarde zugeteilt war. Nach Zurückschlagung französischer Vorposten besetzten Freytags leichte Truppen Marköbel, nordöstlich von Bergen. Im Juni waren fünf Kompanien des Regiments Teil der alliierten Hauptarmee unter dem Kommando des Herzogs Ferdinand von Braunschweig, und fünf andere Kompanien standen in Hessen. Am 5. Juni war Oberst Freytag am Überfall bei Elberfeld beteiligt, Jäger des Korps kämpften 13. bis 14. Juni bei Fürstenberg und Wünnenberg gegen Vortruppen unter d’Auvet, u. a. Volontaires de Dauphiné und Turpin-Husaren. Von 4. bis 8. Juli führte Freytag eine Reihe von Gefechten bei Hemeln, Bursfelde, Dransfeld, Münden und Witzenhausen.
Am 1. August war das Freikorps an der Schlacht von Minden beteiligt. Am 4. August war es dem Kontingent unter dem Kommando des hessischen Generals Johann Wilhelm Rudolph von Urff zugeordnet, das über Lemgo, Detmold und Lippspringe nach Paderborn entsandt wurde. Am 5. August 1759 fing Urffs Kontingent dabei einen großen französischen Tross in Detmold ab, nahm die etwa 800 Mann Begleittruppen gefangen und erbeutete die sächsische Kriegskasse, Contades vertrauliche Korrespondenz sowie das Gepäck zahlreicher hochrangiger Offiziere. Am 23. August 1759 war Freytag an Gefechten zur Übergabe von Ziegenhain beteiligt.
Anfang September 1761 war Oberst Freytag an Gefechten bei Osterode und Herzberg beteiligt.
In der Schlacht bei Wilhelmsthal am 24. Juni 1762 waren Jäger zu Pferde des Freytag’schen Corps eingesetzt. Am 14. Juli 1762 war das Korps im Gefecht an der Ederbrücke von Gensungen, am 9. August 1762 im Scharmützel bei Spangenberg, am 26. August 1762 im Scharmützel bei Cayenfeld beteiligt. Am 15. September 1762 führte Freytag, nun als Generalmajor, 800 Jäger zu Fuß und 400 Jäger zu Pferd in Kämpfen bei Alsfeld, wo es am 27. September nochmals zu einem Gefecht kam.

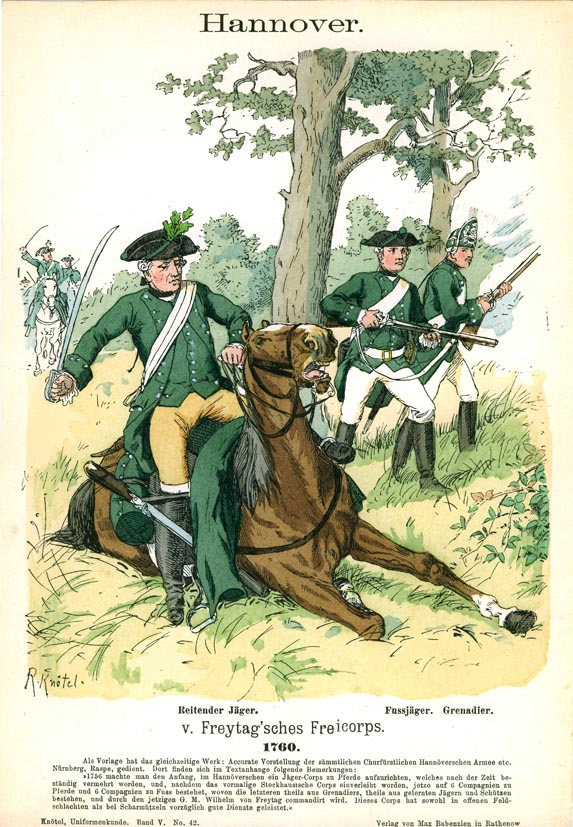
Freytag’sches Freikorps um 1760: vorn (links): Berittener Jäger; hinten (rechts): Fußjäger und Grenadier

## Uniformierung

### Jäger-Infanterie
Die Fußjäger trugen eine vollständig dunkelgrüne Uniform mit silbernen Knöpfen, und sie führten ein gezogenes Gewehr. Ehemalige Forstleute trugen Büchsen und Hirschfänger, die übrigen Soldaten Gewehre mit Bajonetten. Neben den Fußjägern gab es auch spezielle Grenadierkompanien mit dem Kaskett als Kopfbedeckung.

### Reitende Jäger
Weitgehend identisch mit der Uniform der Fußjäger, bis auf kavalleristische Bewaffnung und Reitausrüstung.